# Wojna w Górach Szuf
Wojna w Górach Szuf lub Wojna górska (arab. ‏حرب الجبل‎) – konflikt zbrojny stoczony w Górach Szuf w okresie wojny domowej w Libanie między chrześcijańskimi Siłami Libańskimi a milicjami druzyjskimi z Socjalistycznej Partii Postępu, wspieranymi przez formacje palestyńskie i syryjskie.

## Podłoże konfliktu
Góry Szuf, znajdujące się w środkowym Libanie, już od średniowiecza zamieszkiwane były przez przedstawicieli różnych wspólnot religijnych, większość ludności stanowią zaś maronici i druzowie. W latach 1840–1860 miały miejsce krwawe masakry miejscowych chrześcijan dokonywane przez druzyjskie bojówki i żołnierzy tureckich. Na początku wojny domowej w Libanie część ludności chrześcijańskiej uciekła w obawie przed milicjami Frontu Postępowego, kierowanego przez Kamala Dżumblatta. W 1982 roku tereny te zajęła armia izraelska.

## Przebieg
Pod koniec sierpnia 1983 roku druzowie zaczęli atakować chrześcijańskie wioski, położone w Górach Szuf. W dniach 3-4 września oddziały armii izraelskiej wycofały się na południe od rzeki Awali, pozostawiając miejscową ludność chrześcijańską praktycznie bezbronną. Siły Libańskie zaskoczone odwrotem Izraelczyków nie były przygotowane do obrony, dlatego też rozpoczęto ewakuację cywilów z zagrożonych terenów do Dajr al-Kamar. Równocześnie armia libańska zajęła miasta Suk al-Gharb i Khaldeh, aby uniemożliwić atak na Bejrut.
Druzyjskie milicje Walida Dżumblatta, Palestyńczycy, szyici oraz ich sojusznicy, wspierani przez syryjską artylerię i czołgi, zaatakowali Bahamdun. 7 września, po kilku dniach walk, w których zginęło 150 falangistów, miasto zostało zdobyte. Zamordowano 200 cywilów oraz schwytanych obrońców (większości poderżnięto gardła). Druzowie rozpoczęli oblężenie Dajr al-Kamar, w którym schroniło się 30-40 tys. chrześcijan. Miasta broniło ok. 1000 członków milicji Sił Libańskich. Równocześnie miały miejsce masakry ludności chrześcijańskiej w wielu górskich wioskach. Zaatakowano również pozycje wojsk rządowych – 16 września padło Suk al-Gharb. Przez następne 3 dni miejscowość próbowała odzyskać 8 Brygada gen. Michela Aouna. Armię libańską wspierały amerykańskie okręty wojenne. Około 900 druzyjskich żołnierzy i 60 oficerów armii libańskiej (w tym szef sztabu gen. Nadim al Hakim) przyłączyło się do współwyznawców. Milicje chrześcijańskie dokonywały ataków odwetowych (m.in. zamordowano 58 nieuzbrojonych druzów w Kfar Matta). 25 września nastąpiło zawieszenie broni. Jednak nadal dochodziło do sporadycznych walk i zabójstw cywilów.

## Następstwa
Według Katolickiego Centrum Informacyjnego w Bejrucie w masakrach zginęło 1500 osób, a 62 miejscowości zostały zniszczone. Druzowie opanowali większość dystryktu Asz-Szuf oraz uzyskali bezpośredni dostęp do śródziemnomorskiego wybrzeża Libanu (co przynosiło duże dochody z przemytu i pobierania „ceł”).